# Европейский маршрут E59
Европейский маршрут Е59 — европейский автомобильный маршрут категории А в Центральной Европе, соединяющий Прагу (Чехия) и Загреб (Хорватия).

## Города, через которые проходит маршрут
- Чехия: Прага — Йиглава — Зноймо —
- Австрия: Хаугсдорф — Холлабрун — Штоккерау — Вена — Винер-Нойштадт — Грац — Шпильфельд —
- Словения: Марибор — Птуй —
- Хорватия: Мацель — Крапина — Забок — Запрешич — Загреб (шоссе A2)

Е59 связан с маршрутами
| - E55 - E50 - E65 - E551 |  | - E49 - E60 - E66 - E57 |  | - E70 |

## Фотографии
- Е59 в Вене
- Е59 к югу от Вены
- Е59 в Праге